# Projeção cartográfica

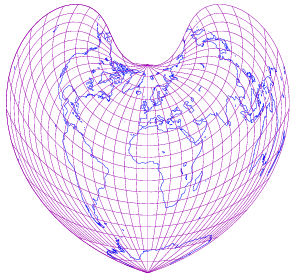
A escolha de uma projeção e a conversão de uma a outra são problemas abordados pelos cartógrafos.

A projeção cartográfica é definida como um tipo de traçado sistemático de linhas numa superfície plana, destinado à representação de paralelos de latitude e meridianos de longitude da Terra ou de parte dela, sendo a base para a construção dos mapas. A representação da superfície terrestre em mapas será sempre diferente e nunca será verdadeira pois sempre será possível ser modificada e nunca será isenta de distorções. Nesse sentido, as projeções cartográficas são desenvolvidas para minimizarem as imperfeições dos mapas e proporcionarem maior rigor científico à cartografia.

## Tipos de projeções cartográficas

Comparações entre distintas formas de se realizarem projeções cartográficas para representar a superfície terrestre.

As projeções cartográficas podem ser representadas de diversas maneiras.

### Método
- Projeção Geométrica: Baseia-se em princípios da Geometria. Pode ser obtida pela intersecção, sobre a superfície de projeção, do feixe de retas que passa por pontos da superfície de referência partindo sempre de um ponto (centro perspectivo).
- Projeção Analítica: Baseia-se em formulações matemáticas obtidas com o objetivo de se atender condições previamente estabelecidas.

### Superfície de Projeção
- Projeção Azimutal: Também chamada de Projeção Plana, é um tipo de projeção usada comumente para representação das áreas polares pois parte sempre de um ponto para a representação da(s) área(s), por isso é usado para pequenas áreas. Pode ser de três tipos: Polar, Equatorial e Oblíqua (chamada também de horizontal).
- Projeção cônica: A superfície terrestre é representada num cone envolvendo o globo terrestre. Os paralelos formam círculos concêntricos e os meridianos são linhas retas que convergem para os polos, as deformações ocorrem conforme se afastam do paralelo padrão (paralelo de contato com o cone). A projeção é utilizada para representar áreas continentais (como regiões e continentes), ou seja, é região equatorial.
- Projeção cilíndrica: A superfície terrestre é representada num cilindro envolvendo o globo terrestre. Os paralelos e os meridianos são linhas retas que convergem entre si. As deformações ocorrem conforme se aumentam as latitudes, tendo a chegar ao infinito. É comumente utilizada para representações do globo, como mapas-múndi.

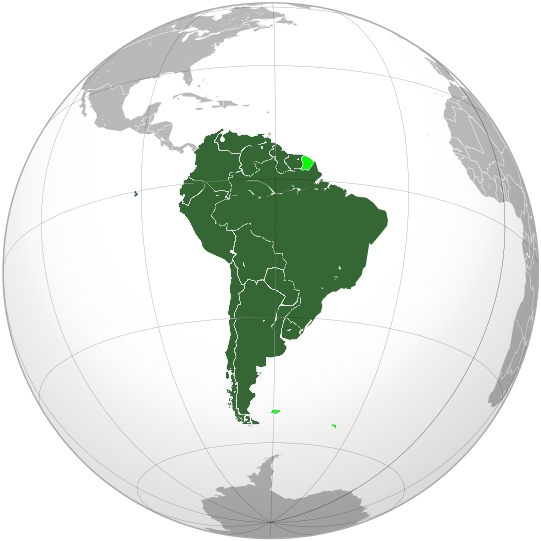
Projeções

- Projeção Polissuperficial: Quando apresenta mais de um tipo de projeção para aumentar o contato da superfície de referência e, portanto, diminuir as deformações (exemplos: cone- policônica, plano-poliédrica, cilindro-policilindro).[6]

### Propriedades
- Projeção conforme: Os ângulos se preservam, as áreas são deformadas.
- Projeção equivalente: As áreas são preservadas e os ângulos são mudados.
- Projeção Afilática: Não conserva propriedades, mas minimiza as deformações em  conjunto (ângulos, áreas e distâncias).
- Projeção equidistante: As distâncias se preservam e as áreas e os ângulos (consequentemente a forma) são deformadas.

### Tipo de Contato entre a Superfície de Projeção e Referência
- Projeção Secante: a superfície de projeção secciona a superfície de referência. (plano- uma linha; cone- duas linhas desiguais; cilindro- duas linhas iguais).
- Projeção Tangente: a superfície de projeção tangencia à referência. (plano- um ponto; cone e cilindro- uma linha).

### Principais projeções
- Projeção de Robinson
- Projeção ortográfica
- Projeção estereográfica
- Projeção gnomónica
- Projeção azimutal
- Projeção azimutal de Lambert